# Referendum w Irlandii w listopadzie 1992 roku
Referendum w Irlandii w listopadzie 1992 roku – referendum dotyczące zmiany w Konstytucji Irlandii, które odbyło się 25 listopada 1992 roku.
Proponowane zmiany poprawek dotyczyły zniwelowania różnic w zapisach prawnych Sądu Najwyższego Irlandii, po jego decyzji w sprawie „X Case”, w której ustanowiono prawo do aborcji Irlandek w sytuacji zaistnienia ryzyka jej śmierci, w tym samobójstwa.
Proponowana poprawka XII została odrzucona, natomiast poprawki XIII i XIV zostały wprowadzone.

## Wyniki

### Poprawka XII
Poprawka dotyczyła uznania zagrożenia samobójstwa kobiety jako samodzielnej okoliczności do wykonania aborcji. Poprawka została odrzucona.
| Głosy          | Liczba głosów | %      |
| -------------- | ------------- | ------ |
| Tak            | 572 177       | 34,65% |
| Nie            | 1 079 297     | 65,35% |
| Głosy nieważne | 81 835        | 4,72%  |
| Razem          | 1 733 309     | 100%   |
| Frekwencja     | 68,16%        | 68,16% |

### Poprawka XIII
Poprawka dotyczyła nieograniczania swobody podróży z Irlandii do innych krajów, celem wykonania aborcji legalnie. Poprawka została przyjęta.
| Głosy          | Liczba głosów | %      |
| -------------- | ------------- | ------ |
| Tak            | 1 035 308     | 62,39% |
| Nie            | 624 059       | 37,61% |
| Głosy nieważne | 74 454        | 4,29%  |
| Razem          | 1 733 821     | 100%   |
| Frekwencja     | 68,18%        | 68,18% |

### Poprawka XIV
Poprawka dotyczyła swobody poznawania i zdobywania informacji przez Irlandczyków o aborcji w innych krajach. Poprawka została przyjęta.
| Głosy          | Liczba głosów | %      |
| -------------- | ------------- | ------ |
| Tak            | 992 833       | 59,88% |
| Nie            | 665 106       | 40,12% |
| Głosy nieważne | 7 494         | 4,30%  |
| Razem          | 1 732 433     | 100%   |
| Frekwencja     | 68,13%        | 68,13% |